# Lista över världsrekord i friidrott satta 2005
Det här är en lista över världsrekord i friidrott satta 2005.

## Inomhus
| Idrottare                                                                             | Land     | Gren             | Rekord   | Tävling                      | Plats        | Datum            | Gällde till      |
| ------------------------------------------------------------------------------------- | -------- | ---------------- | -------- | ---------------------------- | ------------ | ---------------- | ---------------- |
| Tirunesh Dibaba                                                                       | Etiopien | 5 000m kvinnor   | 14.32,93 | Reebok Games                 | Boston       | 29 januari 2005  | 27 januari 2007  |
| Ryssland: Jekaterina Kondratieva, Irina Chabarova, Julia Petionkina, Julija Gusjtjina | Ryssland | 4x200 m kvinnor  | 1.32,41  | Glasgow International Match  | Glasgow      | 29 januari 2005  | gäller 2022      |
| Jelena Isinbajeva                                                                     | Ryssland | Stavhopp kvinnor | 4,87     | Pole Vault Stars             | Donetsk      | 12 februari 2005 | 18 februari 2005 |
| Jelena Isinbajeva                                                                     | Ryssland | Stavhopp kvinnor | 4,88     | Birmingham Indoor Grand Prix | Birmingham   | 18 februari 2005 | 26 februari 2005 |
| Jelena Isinbajeva                                                                     | Ryssland | Stavhopp kvinnor | 4,89     | Meeting Pas de Calais        | Liévin       | 26 februari 2005 | 6 mars 2005      |
| Jelena Isinbajeva                                                                     | Ryssland | Stavhopp kvinnor | 4,90     | Inomhus-EM                   | Madrid       | 6 mars 2005      | 12 februari 2006 |
| Kerron Clement                                                                        | USA      | 400 m män        | 44.57    | NCAA Indoor Championships    | Fayetteville | 12 mars 2005     | gäller 2022      |

## Utomhus
| Idrottare | Land           | Gren                       | Rekord   | Tävling                      | Plats       | Datum             | Gällde till       |
| --- | -------------- | -------------------------- | -------- | ---------------------------- | ----------- | ----------------- | ----------------- |
| Takayuki Matsumiya | Japan          | 30 km män                  | 1:28.00  | Kumamoto Kumanichi 30K       | Kumamoto    | 27 februari 2005  | 20 september 2009 |
| Austra Skujytė | Litauen        | Tiokamp kvinnor            | 8 358    | Audrey Walton Invitational   | Columbia    | 15 april 2005     | gäller 2022       |
| Paula Radcliffe | Storbritannien | Maraton kvinnor (ej mixat) | 2:17.42  | London Marathon              | London      | 17 april 2005     | 23 april 2017     |
| Asafa Powell | Jamaica}       | 100 m män                  | 9,77     | Super Grand Prix Tsiklitiria | Aten        | 14 juni 2005      | 9 september 2007  |
| Jelena Isinbajeva | Ryssland       | Stavhopp kvinnor           | 4,93     | Athletissima                 | Lausanne    | 5 juli 2005       | 16 juli 2005      |
| Tatiana Lysenko | Ryssland       | Släggkastning kvinnor      | 77,06    |                              | Moskva      | 15 juli 2005      | 12 juni 2006      |
| Jelena Isinbajeva | Ryssland       | Stavhopp kvinnor           | 4,95     | Meeting de Atletismo Madrid  | Madrid      | 16 juli 2005      | 22 juli 2005      |
| Jelena Isinbajeva | Ryssland       | Stavhopp kvinnor           | 4,96     | London Grand Prix            | London      | 22 juli 2005      | 22 juli 2005      |
| Jelena Isinbajeva | Ryssland       | Stavhopp kvinnor           | 5,00     | London Grand Prix            | London      | 22 juli 2005      | 12 augusti 2005   |
| Olimpiada Ivanova | Ryssland       | 20 km gång kvinnor         | 1:25.41  | Världsmästerskapen           | Helsingfors | 7 augusti 2005    | 26 februari 2011  |
| Jelena Isinbajeva | Ryssland       | Stavhopp kvinnor           | 5,01     | Världsmästerskapen           | Helsingfors | 12 augusti 2005   | 11 juli 2008      |
| Paula Radcliffe | Storbritannien | 25 km kvinnor (ej mixat)   | 1:22.47  | Världsmästerskapen           | Helsingfors | 14 augusti 2005   | 1 november 2017   |
| Osleidys Menéndez | Kuba           | Spjutkastning kvinnor      | 71,70    | Världsmästerskapen           | Helsingfors | 14 augusti 2005   | 13 september 2008 |
| Kenenisa Bekele | Etiopien       | 10 000 m män               | 26.17,53 | Memorial Van Damme           | Bryssel     | 26 augusti 2005   | 7 oktober 2020    |
| Samuel Wanjiru | Kenya          | Halvmaraton män            | 59.16    | Rotterdam halvmaraton        | Rotterdam   | 11 september 2005 | 15 januari 2006   |
| Mizuki Noguchi | Japan          | 25 km kvinnor              | 1:22.13  | Berlin Marathon              | Berlin      | 25 september 2005 | 9 maj 2010        |
| Mizuki Noguchi | Japan          | 30 km kvinnor              | 1:38.49  | Berlin Marathon              | Berlin      | 25 september 2005 | 1 november 2017   |
| Kenya: Josephat Ndambiri (5 km), Martin Mathathi (10 km), Daniel Mwangi (5 km), Mekubo Mogusu (10 km), Onesmus Nyerre (5 km), John Kariuki (7,195 km) | Kenya          | Stafett 42,195 km män      | 1:57.06  | Chiba Ekiden                 | Chiba       | 23 november 2005  | gäller 2022       |

## U20-rekord
| Idrottare               | Land     | Gren                  | Rekord   | Tävling                         | Plats    | Datum           | Gällde till      |
| ----------------------- | -------- | --------------------- | -------- | ------------------------------- | -------- | --------------- | ---------------- |
| Augustine Kiprono Choge | Kenya    | 3 000 m pojkar        | 7.28,78  | Qatar Athletic Super Grand Prix | Doha     | 13 maj 2005     | 27 augusti 2016  |
| Zhang Wenxiu            | Kina     | Släggkastning flickor | 73,24    | Kinesiska mästerskapen          | Changsha | 24 juni 2005    | 28 juni 2021     |
| Vera Sokolova           | Ryssland | 10 000 m gång flickor | 43.11,34 | Junior-EM                       | Kaunas   | 21 juli 2005    | 21 juli 2011     |
| Silke Spiegelburg       | Tyskland | Stavhopp flickor      | 4.48     | Olympus Stabhochsprung Meeting  | Münster  | 25 augusti 2005 | 20 februari 2011 |
| Samuel Wanjiru          | Kenya    | 10 000 m pojkar       | 26.41,75 | Memorial Van Damme              | Bryssel  | 26 augusti 2005 | gäller 2022      |
| Wang Xing               | Kina     | 400 m häck flickor    | 54,40    |                                 | Nanjing  | 21 oktober 2005 | 10 juli 2016     |

## U20-inomhusrekord
Vid sin kongress 2011 beslutade IAAF att införa inomhusvärldsrekord för juniorer. De nya reglerna började gälla 1 november 2011. I samband med det publicerades en lista över tidigare prestationer som godkändes som de första rekorden.
| Idrottare         | Land    | Gren             | Rekord | Tävling                   | Plats        | Datum           | Gällde till |
| ----------------- | ------- | ---------------- | ------ | ------------------------- | ------------ | --------------- | ----------- |
| Viktor Kuznjetsov | Ukraina | Längdhopp pojkar | 8,22   |                           | Brovary      | 22 januari 2005 | gäller 2022 |
| Walter Dix        | USA     | 200 m pojkar     | 20.37  | NCAA Indoor Championships | Fayetteville | 12 mars 2005    | gäller 2022 |